# ユリタ・ピアセツカ
ユリタ・ピアセツカ（Julita Piasecka、2002年9月25日 - ）は、ポーランドの女子バレーボール選手。ポジションはアウトサイドヒッター。ポーランド代表。

## 来歴
- クラブチーム

ウッチ出身。アンダーカテゴリーにクラブを経て、2021年5月、ŁKSコマースコン・ウッチへ入団。3年間在籍し、202/23シーズンのタウロンリーガで優勝、ポーランドカップ準優勝に貢献。2023/24シーズンはポーランドカップで準優勝、欧州チャンピオンズリーグでベスト8入りした。2024年5月、同チームを退団し、同年7月、BKSスタル・ビェルスコ＝ビャワへ移籍することが発表された。
- 代表チーム

アンダーカテゴリー代表として2020年、U-19欧州選手権に出場。2021年、U-21世界選手権に出場し6位となった。2022年、U-21欧州選手権に出場し4位となった。同年、シニア代表に初選出され、2023年の国際親善試合で代表デビューした。2024年、ネーションズリーグに出場した。

## 球歴
- ネーションズリーグ -2024年

## 所属クラブ
- SMS PZPS Szczyrk（2017-2021年）
- MUKS Dargfil Tomaszów Mazowiecki U18（2017-2019年）
- ŁKS Siatkówka Żeńska Szkoła Gortata Łódź U20（2019-2021年）
- ŁKSコマースコン・ウッチ（2021-2024年）
- BKSスタル・ビェルスコ＝ビャワ（2024-）